# 拉亨 (瑞士)
拉亨（德語：Lachen）是瑞士联邦施维茨州马尔希区的市镇。该市镇面积为5.19平方千米，海拔高度408米，2018年12月31日人口数为8,754。